# Йос Пор
Йос Пор (англ. Yos Por) — камбоджийский коммунистический политик, в 1979 году — генеральный секретарь Единого фронта национального спасения Кампучии (ЕФНСК).

## Биография
В 1963 году был одним из 40 представителей Красных кхмеров, проходивших четырехлетнюю стажировку в КНР. Йос Пор покинул КНР в 1967 году в самый разгар культурной революции. В 1970 году возглавил региональный комитет компартии в Регионе № 35 (провинция Кампот). Курировал вопросы пропаганды и народного образования. В 1972 году покинул Камбоджу и перебрался в Ханой, где оставался вплоть до свержения режима Красных кхмеров. После начала вьетнамской интервенции в Камбоджу в 1979 году возглавил Единый фронт национального спасения Кампучии. Впоследствии был главой Ассоциации советско-кампучийской дружбы.